# Der Glöckner von Notre-Dame
Der Glöckner von Notre-Dame (Originaltitel Notre-Dame de Paris. 1482, deutsch auch Notre-Dame von Paris) ist ein 1831 erschienener historischer Roman des französischen Schriftstellers Victor Hugo (1802–1885).
Im Mittelpunkt steht die aufwändig geschilderte Kathedrale Notre-Dame de Paris. In ihr spielen die wichtigsten Teile der Romanhandlung, vor allem das Geschehen um die Gestalt des Quasimodo, des Glöckners von Notre-Dame. Der französische Schriftsteller Alphonse de Lamartine (1790–1869) hat Victor Hugo nach Erscheinen des Romans als „Shakespeare des Romans“ gefeiert.

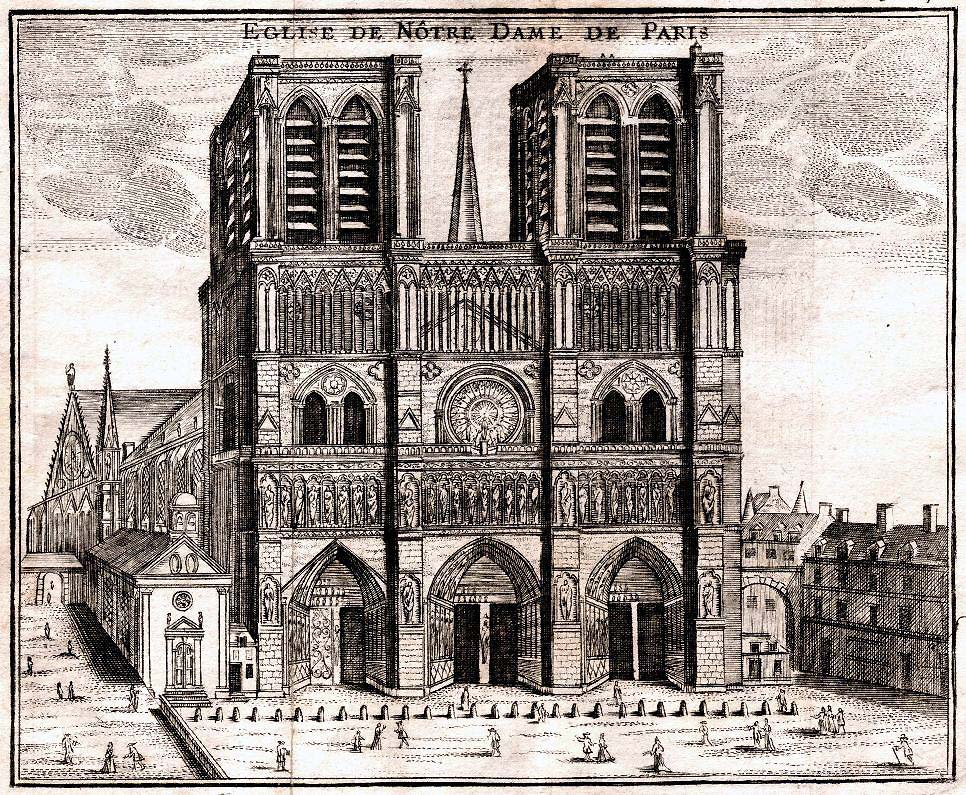
Die Kathedrale Notre-Dame de Paris – hier eine Ansicht aus dem Jahr 1776 – gab dem Roman seinen Titel

## Inhalt
Der Roman beinhaltet mehrere Handlungsstränge, die nach und nach ineinanderfließen und ein buntes und vielseitiges Bild des französischen Spätmittelalters mit all seinen Bevölkerungsschichten zeichnen. Die Geschichte vom missgestalteten Glöckner Quasimodo, der sich in die schöne Esmeralda verliebt, ist  – obgleich sie meist als interessant genug angesehen wurde, um sie zur Haupthandlung einer Vielzahl von Verfilmungen zu machen – nur einer dieser Stränge. Der deutsche Titel des Romans Der Glöckner von Notre-Dame ist somit etwas eingeengt, der französische Originaltitel lautet allgemeiner Notre-Dame de Paris. 1482.
Der Poet und Philosoph Pierre Gringoire bildet den ständigen Begleiter in den einzelnen Teilen und verleiht der Handlung durch seine eigenen Ansichten, seine Überlebensstrategien und sein Auftreten als Antiheld einen ironischen, ihr eigenen Humor.
Ein Teil des Romans spielt im „Wunderhof“ (französisch cour des Miracles, im heutigen Quartier de Bonne-Nouvelle), so genannt wegen der „Wunderheilungen“ von Simulanten. Hier wohnen neben Landstreichern, Gaunern und Verbrechern auch Roma, darunter Esmeralda. Im Roman selbst werden die Pariser Roma als égyptiens (wörtl. „Ägypter“, zum Begriff siehe hier) bezeichnet, in deutschen Übersetzungen überwiegt die Bezeichnung „Zigeuner“.

## Handlung

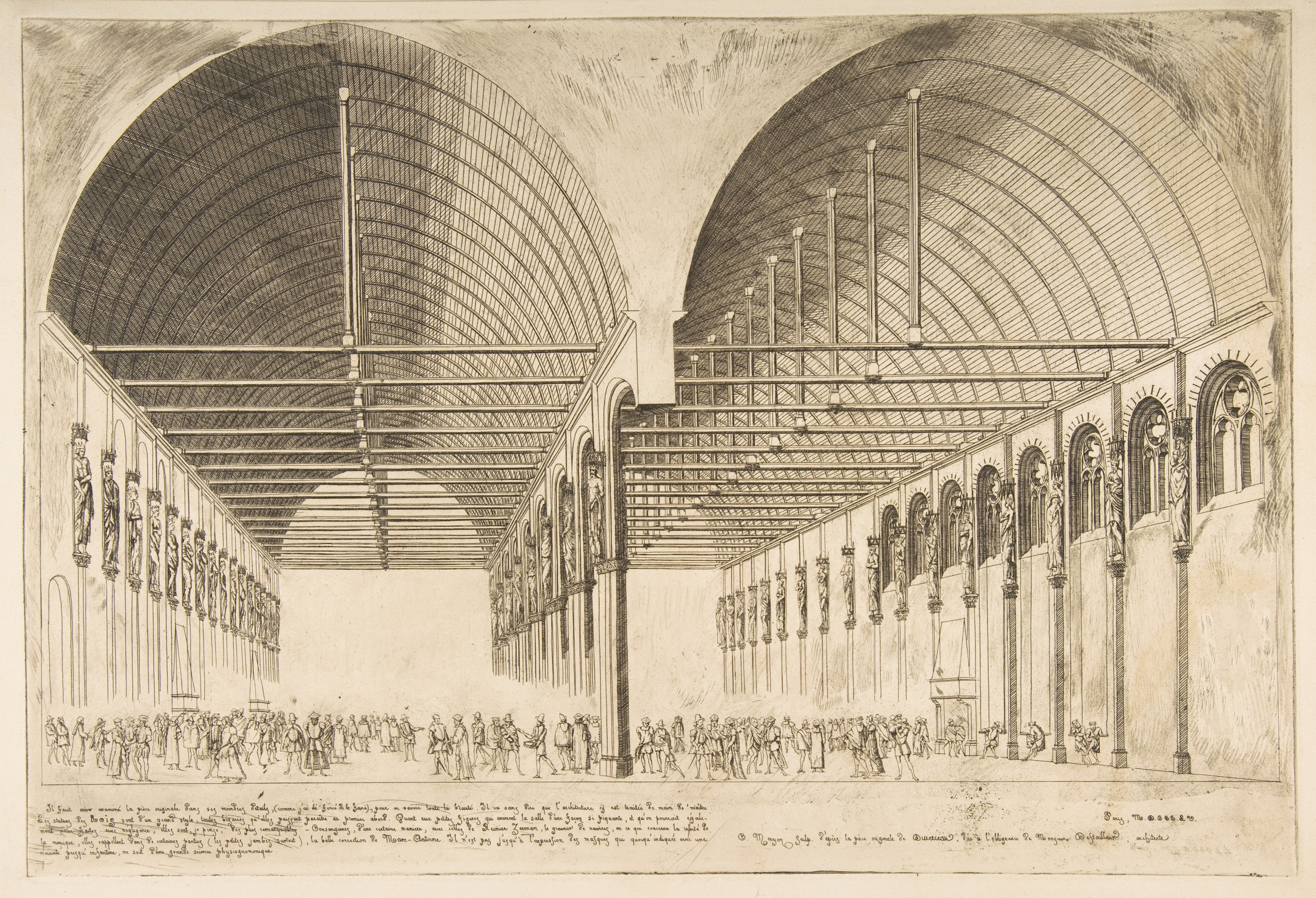
Der 1618 zerstörte Große Saal (Rekonstruktion von 1855), Schauplatz des ersten Kapitels

Den Beginn des Romans bildet eine Massenszene des mittelalterlichen Paris: die Doppelfeier des Dreikönigsfestes und des Narrentages am 6. Januar des Jahres 1482. Diesen Anlass nutzt der Autor einerseits, um die Zügellosigkeit dieses Tages und die damit verbundene, legale Umkehrung der mittelalterlichen christlich-ständischen Ordnung zu schildern, andererseits um das Erscheinungsbild des alten Justizpalastes zu beschreiben und darauf hinzuweisen, dass der Verlust derartiger Bauwerke bedauerlich sei und dadurch ungeahnte Schönheiten verloren gingen. Derartige Anspielungen oder offene Meinungen finden sich noch an verschiedenen Stellen des Romans. Neben den Bürgersleuten und Junkern der Stadt Paris treten in dieser Massenszene auch viele Studenten der Universität von Paris auf, die den allgemeinen Aufruhr nutzen, um mit Lästereien und bösen Späßen die Freiheiten des Tages auszunutzen. An dieser Stelle tritt erstmals der Student Johannes (Jean, Jehan) Frollo, auch Mühlenhans genannt, in die Romanhandlung.

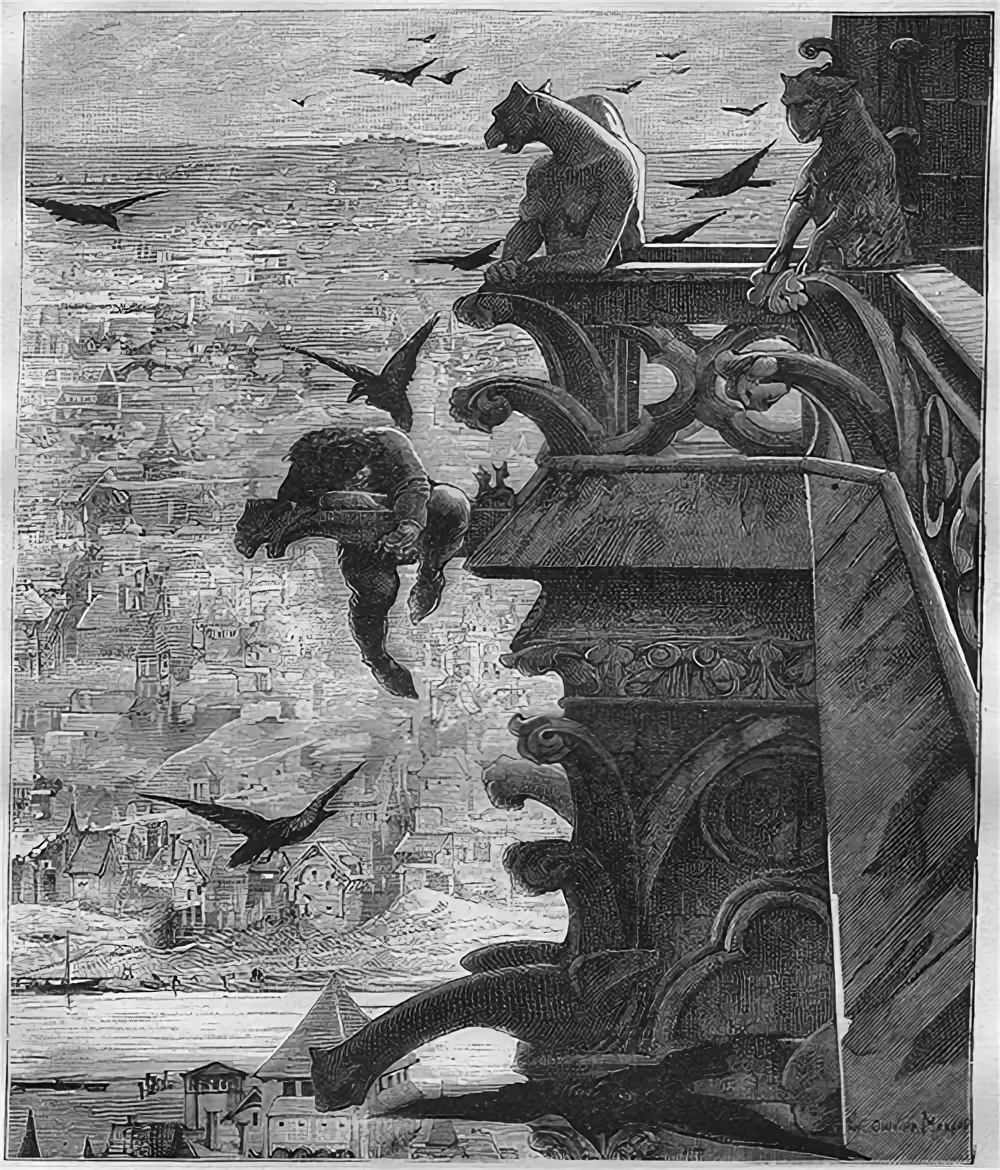
Der Glöckner von Notre Dame. Illustration Luc-Olivier Merson, 1881

Im Rahmen des Narrenfestes soll im Großen Saal des Justizpalastes ein Theaterstück in der Gattung des Sittenspiels aufgeführt werden, dessen Autor der Dichter Pierre Gringoire ist. Dieser Aufführung sollen auch Kardinal von Bourbon und die flämische Gesandtschaft beiwohnen, die die Vermählung des Kronprinzen von Frankreich mit Margarete von Flandern begleiten. Als der Kardinal mit Gefolge um die Mittagsstunde, zu der das Theaterstück beginnen soll, noch nicht eingetroffen ist, erzwingt das Volk den Beginn des Spiels. Zunächst lauschen die Bürger und Bürgerinnen aufmerksam den – für einfache Bürger schwierigen und trockenen – Versen, wobei sie im Allgemeinen eher an den Kostümen der Darsteller als an der Handlung des Stückes Interesse finden. Gringoire nimmt dies mit großem Stolz zur Kenntnis. Wenig später tritt jedoch eine wahre Kaskade von Störungen ein (der Bettler Clopin Trouillefou, das Eintreffen des Kardinals von Bourbon, das Eintreffen der flämischen Gesandtschaft), wodurch die Aufmerksamkeit des Volkes auf andere Schauplätze gelenkt wird. Gringoire treibt dennoch sein Stück weiter voran, obgleich es die Bürger von Paris nicht mehr interessiert und die Gäste langweilt. Schließlich schlägt der Gesandte Jakob (Jacques) Coppenole, Schreiber der Schöppen der Stadt Gent, der sich aber nur als Strumpfwirker vorstellen lassen will, eine Wahl zum Narrenpapst nach „flämischer Sitte“ vor, der das Volk mit großer Begeisterung zustimmt.
Quasimodo wird daraufhin bei einem derben Volksfest zum Narrenpapst gewählt. Quasimodo wurde als missgestaltetes Findelkind von Dom Claude Frollo, dem im Ruf eines Hexers stehenden Archidiakon, aufgezogen und zum Glöckner von Notre-Dame ausgebildet. Eine wichtige Figur des Narrenfestes ist die „Ägypterin“ Esmeralda, die durch ihren Tanz Zuschauer gewinnt und Verfolger anlockt, so auch Dom Frollo. Als Gringoire ihr folgt, beobachtet er, wie Quasimodo im Beisein einer dunklen Gestalt Esmeralda entführen will und dabei von einem Hauptmann der königlichen Leibgarde namens Phoebus gestellt wird. Quasimodo wird für seine Tat zur Züchtigung am Pranger verurteilt. Dabei kommt es zur erneuten Begegnung mit Esmeralda; sie erbarmt sich schließlich, dem mit Steinen Beworfenen Wasser zu geben.

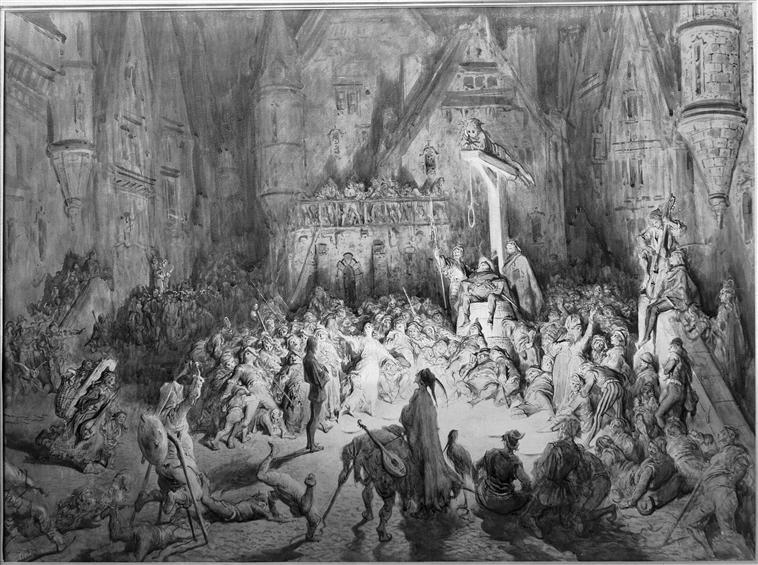
Cour des Miracles, Illustration von Gustave Doré für den Roman

Gringoire landet währenddessen bei seiner Suche nach einem Schlafplatz in den Händen der Rotwelschen. Diese bringen ihn in den „Wunderhof“ und wollen ihn hängen, es ist jedoch Sitte, dass, er freigelassen wird, wenn eine Frau ihn zum Gemahl haben will. So entschließt sich Esmeralda, ihn zu heiraten, um sein Leben zu retten. Die Ehe wird mit dem Zerbrechen eines Kruges geschlossen. Gringoire lebt von nun an ebenfalls als Landstreicher, erkennt aber schnell, dass seine „Ehe des zerbrochenen Kruges“ eine Josefsehe ist, denn Esmeralda ist überzeugt, nach ihrer Entjungferung ihre Mutter nicht mehr finden zu können.
Esmeralda hat sich allerdings in ihren Retter, den Hauptmann Phoebus, verliebt. Die beiden treffen sich, und unwissend darüber, dass der eifersüchtige Claude Frollo den Hauptmann verfolgt hat, wird Letzterer von eben jenem niedergestochen – wie man aber später erfährt, überlebt Phoebus die Attacke. Esmeralda fällt daraufhin in Ohnmacht und wird des (versuchten) Mordes an Phoebus und der Hexerei angeklagt, da Frollo unbemerkt verschwinden konnte. Das Kirchengericht kann ihr durch Folter mit dem Spanischen Stiefel ein Geständnis erzwingen, und so wird sie mit ihrer Ziege Djali zum Tod durch Hängen verurteilt. Dom Frollo sieht seine Chance, sie für sich zu gewinnen, schleicht sich in das Verlies, in der sie gefangen gehalten wird, gesteht ihr seine Liebe und versucht sie zur Flucht zu überreden. Esmeralda erkennt in ihm aber denjenigen, der ihren geliebten Phoebus niedergestochen hat, und schickt ihn fort, um dem Tod entgegenzutreten. Es gelingt Quasimodo, sie am Tag der Hinrichtung zu retten und vorübergehend Kirchenasyl in Notre-Dame für die Verehrte zu ermöglichen. Dort lebt sie beschützt vor Claude Frollo und entwickelt eine gewisse Zuneigung für den entstellten Quasimodo.
Dom Frollo will sie aber aus seinen Händen entreißen und stachelt Gringoire an, dessen Landstreicherfreunde zu einer Befreiungsaktion zu überreden, als Gegenleistung dafür, dass Esmeralda ihn damals vor dem Tode bewahrte. Quasimodo hält den Angriff der Landstreicher auf die Kirche unter der Führung von Clopin Trouillefou aber für ein Unternehmen gegen Esmeralda und entschließt sich, bis zum Tode Widerstand zu leisten.

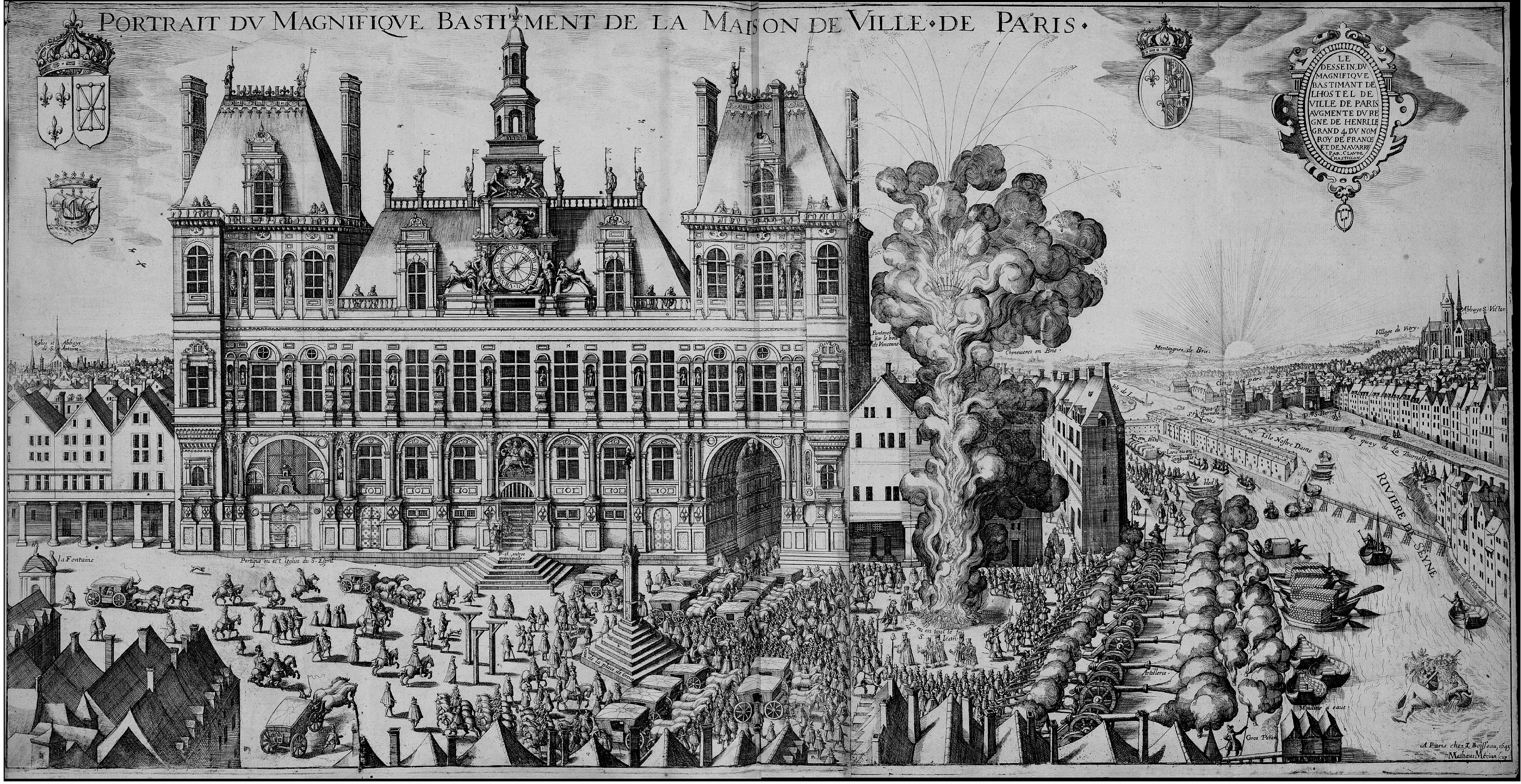
Der Grève-Platz, hier während des Johannisfeuers um 1610, Hinrichtungsstätte von Esmeralda

Währenddessen erfährt König Ludwig XI. von Frankreich durch seine Wachleute von dem Angriff auf die Kirche. Weil er diesen als persönlichen Angriff auf seine königliche Autorität betrachtet, befiehlt er seinen Soldaten, unter ihnen auch Phoebus, die Bettler zu vertreiben und die Esmeralda zu hängen. Es gelingt ihnen, die Landstreicher in die Flucht zu schlagen, jedoch können sie Esmeralda in der Kirche nicht mehr finden, da Gringoire und Frollo sie bereits aus der Kirche entführt haben, unter dem Deckmantel, sie vor dem Tumult zu retten. Als es so aussieht, als würden sie verfolgt, beschließt Gringoire, statt Esmeralda lieber die Ziege Djali zu retten. Er lässt Esmeralda mit Frollo zurück, der sie auf den Grève-Platz schleift, wo ihre Hinrichtung durchgeführt werden soll. Er stellt sie vor die Wahl, sich entweder für ihn oder für den Tod zu entscheiden. Sie teilt ihm mit, dass sie eher sterben als sich mit ihm einlassen wolle, woraufhin er sie von der Klausnerin festhalten lässt und Tristan l’Hermite und seine Truppen holt, um Esmeralda festnehmen und hinrichten zu lassen. Obwohl die Klausnerin feststellen muss, dass Esmeralda in Wahrheit ihre verlorene Tochter ist, und versucht, sie vor den Häschern zu beschützen, wird Esmeralda schließlich von ihnen gefangen genommen und gehenkt.
Quasimodo, der sie in der Zwischenzeit überall in der Kirche gesucht hat, kommt schließlich der Gedanke, dass Frollo etwas mit ihrem Verschwinden zu tun haben könnte, weil dieser ihr schon vorher mehrfach nachgestellt hat. Er findet Frollo auf dem Turm der Kathedrale, wie dieser aus der Ferne die Hinrichtung von Esmeralda beobachtet. Von Schmerz und Hass überwältigt, stürzt Quasimodo daraufhin seinen Herrn Dom Frollo in die Tiefe und verschwindet noch am selben Tag spurlos aus Notre-Dame und Paris.
Etwa zwei Jahre später findet man in der Gruft von Montfaucon zwei ineinander verschlungene Skelette, das der Esmeralda und das des Quasimodo.

## Figuren

### Pierre Gringoire
Pierre Gringoire ist der Sohn des Pächters der Amtsschreiberei von Gonesse; sein Vater wurde von den Burgundern gehängt. Weil auch seine Mutter starb (sie wurde von den Pikarden bei der Belagerung von Paris etwa 20 Jahre zuvor getötet), war er seit seinem 6. Lebensjahr Waise. Bis zum sechzehnten Lebensjahr schlug er sich mit Betteln durch. Abends ließ er sich von der Wache aufgreifen, um nachts ein Strohbett in einer Zelle zu haben. Nachdem er erfahren hatte, dass er weder zum Soldaten, Mönch noch zum Zimmermann taugte, stieß er auf die Schulmeisterei. Sein Analphabetismus war für ihn kein Hindernis, so machte er sich zum Dichter und Tonsetzer, was ihm mehr lag als das Stehlen. Der Priester Claude Frollo machte ihn schließlich zu seinem Lehrling, so dass Gringoire heute  – mit 26 Jahren  – sehr gebildet und kreativ ist. Dennoch ist er ein eher erfolgloser Dichter und Philosoph. Er beherrscht viele Fremdsprachen, darunter Altgriechisch und Latein. Pierre Gringoire ist groß, dünn, hat blondes Haar und für sein Alter zu viele Falten. Er hält sich selbst für einen großen Künstler und reagiert sehr gereizt, wenn jemand seine Werke kritisiert. Sonst ist er ein eher ruhiger und sehr lebensfroher Mann, der stets auf der Suche nach neuen Wegen und Zielen ist.
Pierre Gringoire hatte in das Rotwelschenreich eingeheiratet. Als er durch Zufall in den Wunderhof der Bettler hineingerät und daraufhin gehenkt werden soll, erbarmt sich La Esmeralda und ehelicht ihn, um ihm so das Leben zu retten. Allerdings führen die beiden eine recht unpersönliche und lieblose Beziehung ohne jeglichen Körperkontakt. Pierre findet mehr Gefallen an der Ziege Djali. Auch während des Hexenprozesses gegen Esmeralda und Djali hat er mehr Mitleid mit der Ziege. Während des Kampfes um die Kathedrale gelingt es ihm, Esmeralda durch eine kleine Pforte nach draußen zu bringen, doch nur, um sie wieder Claude Frollo in die Hände zu spielen, der sie nun endgültig an den Galgen bringt.
Obgleich sie ihn aufgrund seiner hohen Bildung und seiner philosophischen Gedankenwelt nicht immer verstehen, mögen die Rotwelschen Pierre Gringoire und behandeln ihn sehr freundlich. Doch ist er keineswegs der harmlose Philosoph, als der er sich gerne darstellt, sondern ein eiskalter Opportunist, der sich immer wieder von Claude Frollo einspannen lässt und zuletzt seine Lebensretterin verrät.
Der Name ist eine Anspielung auf den historischen Schriftsteller Pierre Gringore.

### Quasimodo

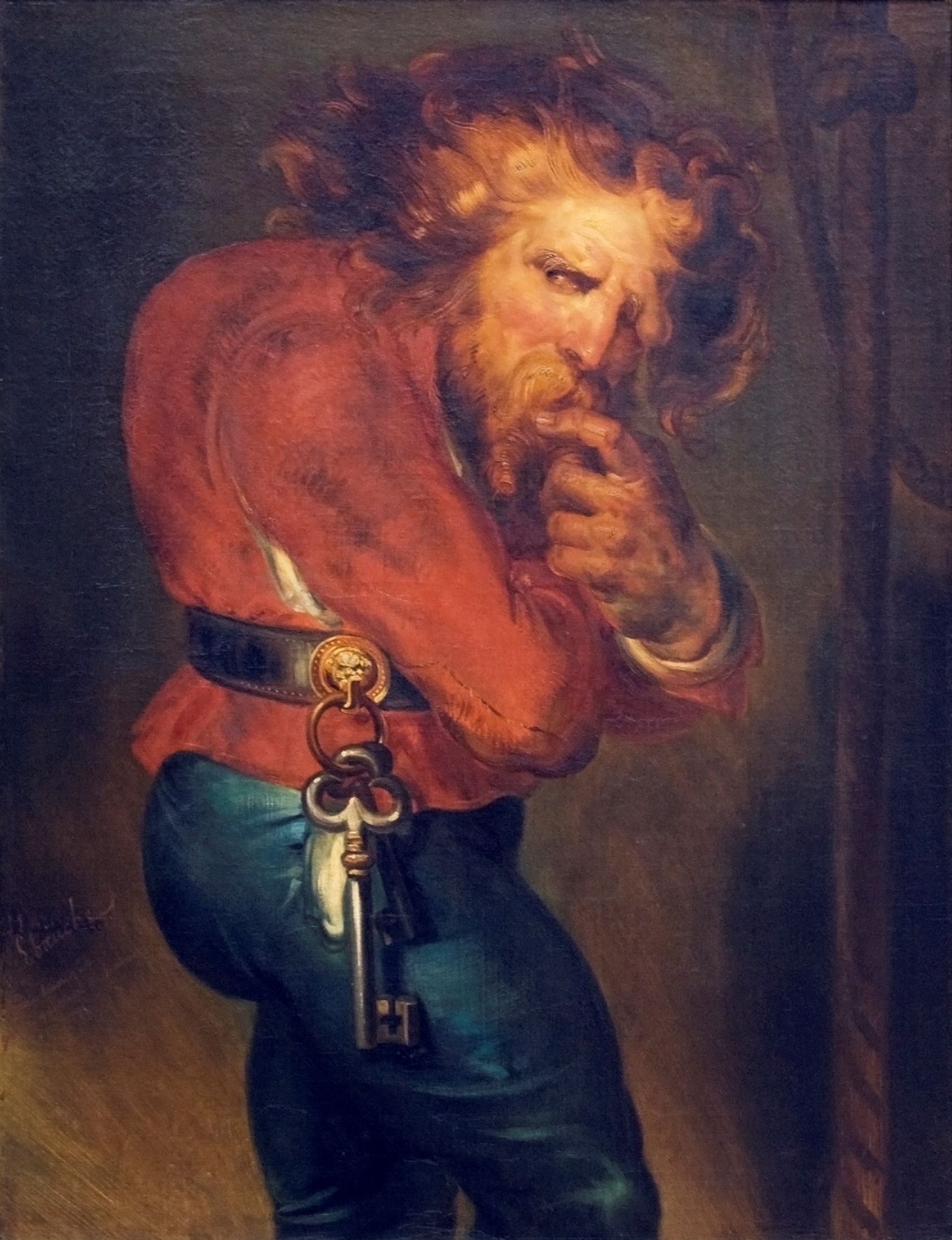
Quasimodo, Gemälde von Antoine Joseph Wiertz, 19. Jahrhundert

Diesen Namen bekam er von seinem Adoptivvater Claude Frollo, der sich seiner annahm, weil der Junge im Alter von etwa vier Jahren am Sonntag Quasimodogeniti auf den Treppen von Notre-Dame gefunden wurde. Quasimodo ist extrem hässlich, denn er hat einen Buckel und eines seiner Augen ist mit einer Warze bedeckt. Des Weiteren ist er durch das jahrelange Glockengeläut taub. Seine Liebe zu den Glocken Notre-Dames und ihrem schönen Klang sind seine einzige Form der Kommunikation. Die Pariser Bürger genießen das Glockengeläut, sozusagen das Singen Quasimodos, ihn selbst jedoch verabscheuen sie aufgrund seiner Hässlichkeit.

### Esmeralda

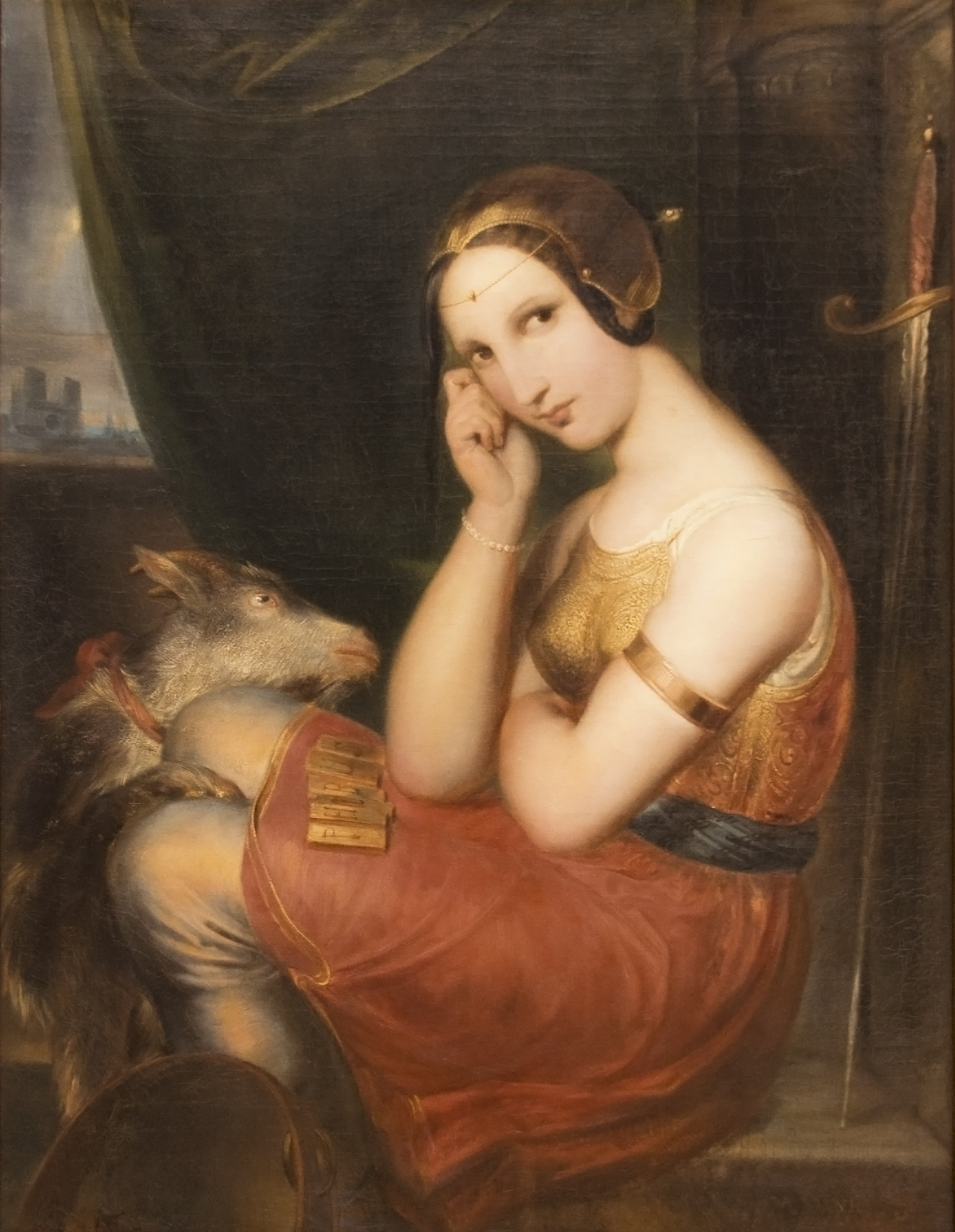
Esmeralda, Gemälde von Antoine Wiertz, 19. Jahrhundert

Die Esmeralda ist das uneheliche Kind eines französischen Freudenmädchens aus Reims und heißt eigentlich Agnès. Schon als kleines Kind war sie von großer Schönheit. Als eines Tages Roma in die Stadt kamen, stahlen diese das hübsche Mädchen und tauschten es gegen den verkrüppelten und hässlichen Quasimodo aus. So wuchs Agnès bei den Roma zu einer jungen Frau heran, übernahm ihre Bräuche und Lebensart und erhielt den Namen La Esmeralda („Smaragd“). Ihre Mutter ist davon überzeugt, dass die Roma ihre Tochter getötet hatten, betet und fastet daher für den Rest ihres Lebens als Klausnerin und verehrt den Schuh, den das Kind bei seiner Entführung verloren hatte, wie eine Reliquie. Den zweiten Schuh trägt Esmeralda in einem kleinen Perlensäckchen um den Hals, in dem Glauben, dass sie dadurch eines Tages ihre Mutter wieder finden könne. Erst kurz vor La Esmeraldas Hinrichtung kommen Mutter und Tochter wieder zusammen.
In Paris bekommt Esmeralda den damals vorherrschenden Antiziganismus zu spüren. Mit 16 Jahren verdient sie ihren Lebensunterhalt als Tänzerin. Sie hat langes, schwarzes Haar, welches zierlich von Zecchinen durchflochten ist, goldbraune Haut, große schwarze Augen und samtig-lange Wimpern. Sie ist schlank, zierlich, hat eine schmale Taille und niedliche kleine Füße.
Viele Männer verlieben sich in sie. Neben Gringoire, der sich schnell damit abfindet, dass sie nicht an ihm interessiert ist, sind dabei der Glöckner Quasimodo und der Priester Claude Frollo zu nennen, die aber darüber, dass das Mädchen sie nicht mag oder gar hasst, nie hinwegkommen. Doch La Esmeralda respektiert die Gefühle ihrer Mitmenschen wenig. So liebt sie nur schöne, starke und heldenhafte Männer, wie den Hauptmann Phoebus, auf dessen schlechten Charakter sie wenig achtet.
La Esmeralda ist sehr abergläubisch, was auf ihre Kindheit bei den Roma zurückzuführen ist. So bemüht sie sich stets keusch zu bleiben, zumal sie der festen Überzeugung ist, nur so ihre Mutter wieder zu finden. Nur Phoebus schafft es fast, sie zu entjungfern, doch wird er, noch ehe ihm das gelingt, von Claude Frollo außer Gefecht gesetzt.

### Claude Frollo
Claude Frollo, Archidiakon von Josas, ist der Antagonist des Romans, verkörpert aber nicht den typischen schlechten Charakter. Aufopfernd kümmert er sich um seinen jüngeren Bruder Jean, der es ihm dankt, indem er sein ganzes Geld verspielt und seine Studien vernachlässigt. Ebenfalls versucht er, Quasimodo zu unterrichten, was durch dessen Taubheit erheblich erschwert wird. Der Abstieg Frollos in die Alchemie und in den Wahnsinn wird durch seinen Misserfolg erklärt, Jean oder Quasimodo nach seinen Vorstellungen zu formen. Quasimodo ist für ihn ein willenloses Werkzeug, das seinen Befehlen zu gehorchen hat, und dennoch versucht er, ihn vor der Abscheu der Pariser zu schützen. Sein Herz entbrennt für Esmeralda, als er ihr zum ersten Mal begegnet. Er ist hin- und hergerissen zwischen seinen Gefühlen zu Esmeralda und seinem kirchlichen Gelübde. Als Esmeralda ihm am Ende unmissverständlich zu verstehen gibt, dass sie ihn hasst, liefert Frollo sie lieber dem Galgen aus, als dass ein anderer mit ihr zusammenkommen dürfe.

### Clopin Trouillefou
Clopin Trouillefou (fou: französisch „der Narr“) ist der König des Rotwelschenreiches des Wunderhofes, das sämtliche Randgruppen, die des Rotwelschen (frz. argot) mächtig sind – Bettler, Landstreicher, Räuber, Diebe, Prostituierte … – beinhaltet.
Trouillefou wird als Romanfigur gleich anfänglich eingeführt, als Pierre Gringoire bei dem Pariser Narrenfest im Großen Saal der Stadt, in dem sich ein Großteil der Einwohner versammelt hat, ein Sittenspiel aufzuführen versucht. Clopin – in Erscheinung eines Bettlers – ist indirekt an der ersten Störung dieses Theaterstücks beteiligt, indem er sich, um mehr Almosen zu heischen, gut sichtbar unterhalb der für die Gesandtschaft aus Flandern errichteten Estrade platziert. Interessant ist hierbei auch der Hinweis Hugos auf den Nebenerwerb der Beutelschneiderei, des mittelalterlichen Taschendiebstahls: „ein zerlumpter Bettler, der verwirrt und eingezwängt in der Menge nicht richtig hatte betteln können und auch in den Taschen seiner Nachbarn keinen ausreichenden Schadensersatz gefunden hatte“.
Als Clopin, dessen Aussehen als erbärmlich und zerlumpt beschrieben wird und der eine schlimme, offene Wunde auf dem Arm trägt, auf seinem erhöhten, gut sichtbaren Platz zu betteln beginnt, wird er von dem frechen und zügellosen Johannes (Jean) Frollo, dem Bruder von Claude Frollo, entdeckt, der ihn erkennt und laut ausruft: „Holla, Freund? Hat dich denn deine Wunde am Bein geniert, dass du sie dir auf den Arm gelegt hast?“ Dieser Ausruf, der die Aufmerksamkeit der gesamten Menge von Gringoires Stück auf Clopin lenkt, entlarvt ihn als einen „Klencker“, einen „unehrlichen Bettler“ der nicht wirklich krank oder verstümmelt ist, sondern sich künstliche Wunden anlegt, um Mitleid zu erregen. Vermutlich ist auch der Name Clopin eine Anspielung auf diese Falschbettelei und ist auf das französische Verb clopiner was so viel wie humpeln oder hinken bedeutet, zurückzuführen. Trotzdem sammelt Clopin einiges an Almosen in seinem alten, zerschlissenen Filzhut. Es kehrt wieder Ruhe ein und Gringoires Stück kann kurze Zeit seinen ungestörten Fortgang nehmen.
Als wenig später die flämische Gesandtschaft eintrifft, bleibt Clopin unverschämterweise auf dem Goldbrokat der Estrade sitzen und der Zufall will es, dass ausgerechnet der beim Volke beliebte und von der Obrigkeit verhasste und gefürchtete Strumpfwirker und Revolutionär Jakob Coppenole auf der Estrade oberhalb von ihm Platz nimmt und Clopin als einen alten Freund erkennt. Hand in Hand beginnen sich die beiden zu unterhalten und als der Kardinal aus einiger Entfernung die Szene beobachtet, denkt er, der Bettler wolle bei den Gesandten Almosen erheischen, und will ihn in den Fluss werfen lassen. Coppenole verteidigt Clopin jedoch lautstark: „Aber das ist mein Freund und das lass ich nicht zu!“. Dies erzeugt beim Kardinal große Peinlichkeit, Coppenole jedoch verschafft es den Beifall des Volkes.
Als Jakob Coppenole später die Wahl des Narrenpapstes „nach flämischer Art“ anleiert – das soll heißen, dass derjenige gewinnt, der die beste Grimasse schneidet –, tritt Clopin als aussichtsreicher Kandidat an, gibt sich jedoch beim Auftreten Quasimodos geschlagen. Am Festzug um den Narrenpapst durch Paris ist Clopin samt dem ganzen rotwelschen Königreich beteiligt.

### Phoebus de Châteaupers

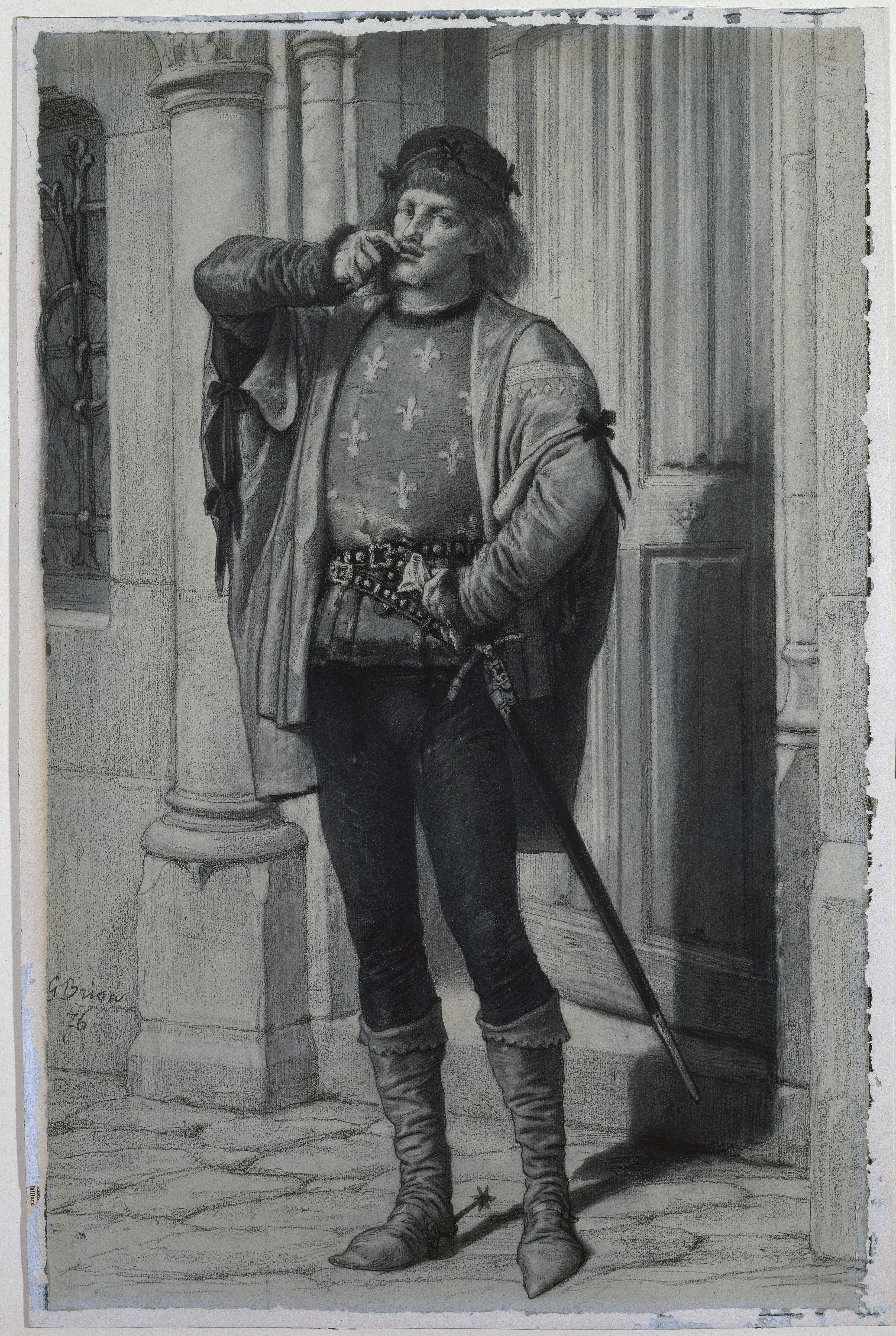
Phoebus de Châteaupers, Illustration von Gustave Brion

Phoebus de Châteaupers ist Hauptmann der Guet Royal, der königlichen Wache. Er ist mit Fleur de Lys verlobt, was ihn von Affären aber nicht abhält. Er selbst wirkt anziehend auf Frauen, was er stark ausnutzt. Auch La Esmeralda verliebt sich zu ihrem Unglück in den schönen und jungen Hauptmann, dessen Vorname so gut passend zu seinen blonden Haaren Sonne bedeutet. Doch Phoebus interessiert sich nur für eine Nacht mit ihr. Er ignoriert ihren Wunsch, jungfräulich zu bleiben. Als Esmeralda des Mordes und der Hexerei bezichtigt wird, steht er ihr nicht zur Seite, sondern kehrt zu Fleur de Lys zurück.
Phoebus ist mit Jean Frollo befreundet und zieht gerne mit ihm um die Häuser.
Von Phoebus heißt es zum Schluss des Romans, er endete tragisch: Er heiratete.

### Jehan Frollo
Die Eltern von Jehan Frollo du Moulin, auch Jean oder Johannes, starben, als er noch ein kleines Baby war, bei einer Pestepidemie. Daraufhin nahm sich sein großer Bruder, der verteufelte Priester und Alchimist Claude Frollo, seiner an, der zu ihm eine innige Beziehung hatte und dessen größtes Ziel und Lebenswerk es war, aus Jean einen gelehrten und kultivierten Menschen zu machen. Er schickte ihn daher zur Schule und ließ ihn studieren. Doch Jean macht Claude stets großen Kummer. Er ist frech und vernachlässigt sein Studium. Darüber hinaus ist er faul und undankbar. So wird er letztendlich auch Landstreicher und zieht in den Hof der Wunder ein. Jean ist sechzehn Jahre alt, hat blonde Locken, rosige Lippen, kecke blaue Augen und eine Stupsnase. Er ist sehr von sich selbst überzeugt, schwärmt davon, dass alle Mädchen in ihn verliebt seien, und hält sich für allmächtig. Diese Arroganz führt schließlich zu seinem Tod. Obwohl Jean Frollo du Moulin den Bettlerkönig sehr respektlos behandelt, bringt ihm Clopin Trouillefou eine relativ große Zuneigung entgegen. Beim Sturm auf Notre-Dame wird er von Quasimodo getötet, der ihn für einen Soldaten hält.

### Mathias Hunyadi Spicali
Der zweite Rotwelschenanführer ist Spicali, Anführer der Roma („Herzog von Ägypten und Böhmen“). Er ist schon recht alt und gebrechlich, sehr abergläubisch und weiß vor allem über weiße und schwarze Zauberkunst Bescheid. Er trägt immer einen Lumpen um den Kopf gewickelt.

### Guillaume Rousseau
Guillaume Rousseau ist der Kaiser von Galiläa. Er will immer Spaß haben, beschäftigt sich deshalb oft mit Dirnen, ist dick und stets betrunken. Er ist der dritte große Herrscher über das Rotwelschenreich.

### Djali
Djali ist die kleine Ziege von La Esmeralda. Sie ist gut gewachsen, zierlich und geschmeidig, hat ein vollständig schneeweißes Fell, und ihre Hufe und Hörner sind vergoldet. Durch ihre Niedlichkeit erobert sie schnell das Herz von Pierre Gringoire, und er liebt sie schließlich mehr als Esmeralda, so dass er letztendlich auch das Tier anstelle von Esmeralda vor dem Tod rettet. Djali beherrscht eine Menge kleiner Kunststücke wie das Nachahmen bestimmter Leute oder das Bilden von Wörtern mit Buchstabensteinchen, womit sie La Esmeralda allerdings ziemlich in Schwierigkeiten bringt. So bildet Djali beim Prozess gegen Esmeralda mit den Steinchen das Wort „PHOEBUS“, was von den Richtern als Zeichen der Hexerei und der Schuld gedeutet wird. Djali folgt ihrer Herrin stets und kommt mit ihr in den Wunderhof.

### Andry le Rouge, Bellevigne de l’Etoile & Francois Chante-Prune
Diese drei Rotwelschen sind die Handlanger Clopin Trouillefous. Sie sind für das Hängen der Wunderhof-Eindringlinge verantwortlich. Während der hünenhafte Bellevigne de l’Etoile dabei auf den Querbalken des Galgens klettern muss und bei Trouillefous Signal auf die Schultern des Opfers springen, um einen schnellen und sicheren Tod zu garantieren, muss der rote Andry im selben Moment den Schemel umkippen, auf dem das Opfer steht. Schließlich hat er sich beim Klatschen von François Chante-Prune (auch liebevoll „Pflaume“ genannt) ebenfalls an die Beine des Hinzurichtenden zu hängen. Bellevigne de l’Etoile stirbt beim Angriff der Landstreicher auf die Kathedrale.

### Fleur de Lys
Fleur de Lys (benannt nach der gleichnamigen Wappenfigur) ist eine Adelige und die Verlobte von Phoebus de Châteaupers. Ihre Haare sind hellblond und ihre Haut ist zart und weiß. Sie liebt Phoebus sehr innig, ahnt jedoch, dass er eine Affäre mit Esmeralda hat. Am Schluss vergibt sie ihm alles und heiratet Phoebus.

### Ludwig XI.

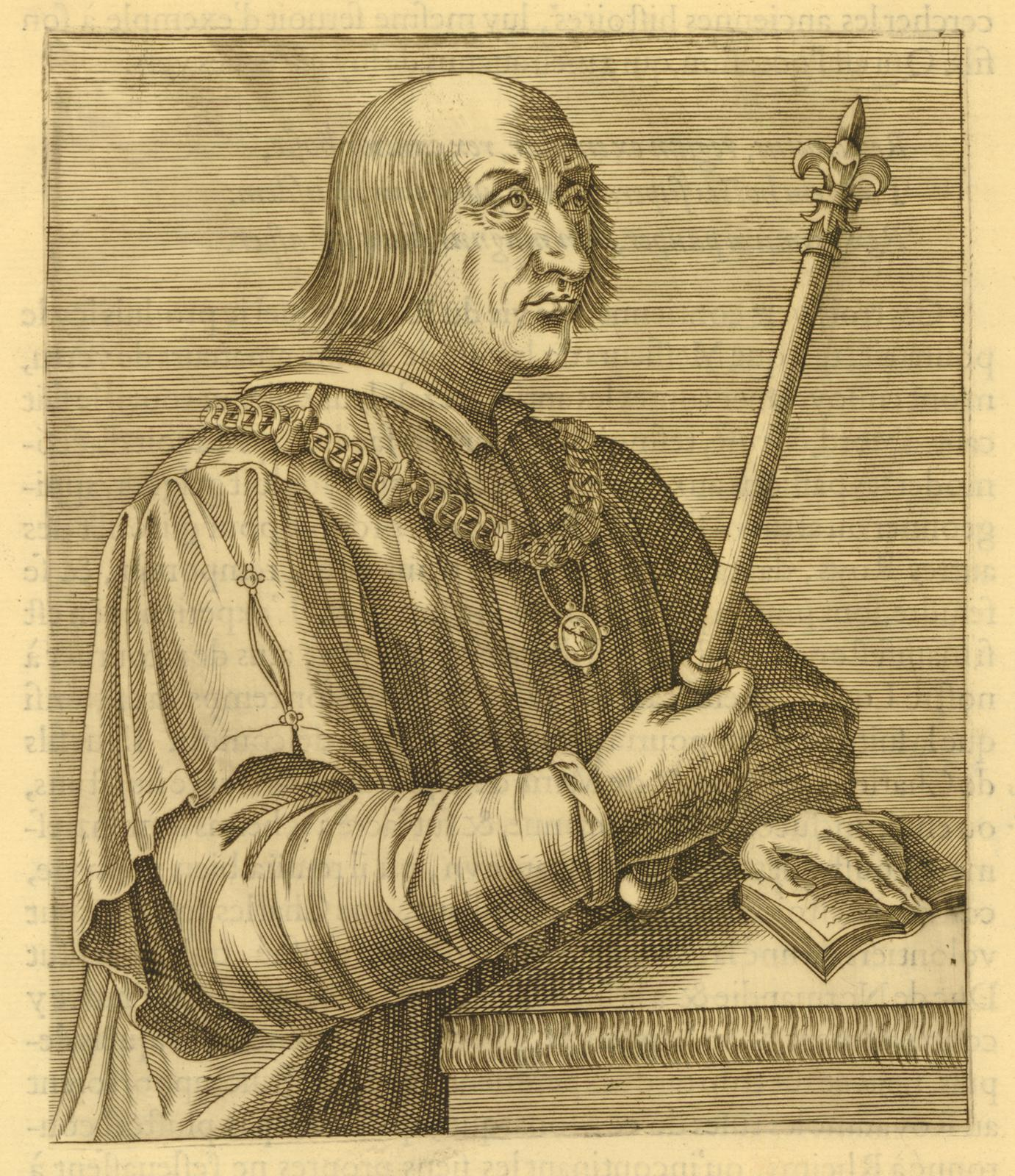
Ludwig XI. von Frankreich

Der König von Frankreich ist ein ängstlicher und geiziger Mann von hagerer Gestalt, mit runzligen Händen, die ihn sehr alt erscheinen lassen, und einer langen Adlernase. Seine Kleidung ist schäbig, und anstatt im Louvre zu wohnen, zieht er es vor, sich in der Bastille zu verschanzen. Von seinem Arzt Coctier lässt er sich manipulieren, da er große Angst um seine Gesundheit hat. Außerdem umgibt er sich noch mit seinem Kammerdiener Olivier le Daim und dem Wachhauptmann Tristan l’Hermite (eine Anspielung auf den Schriftsteller François Tristan L’Hermite), der mit Freuden die vom König Bestimmten hinrichtet. Alles in allem ist er ein grausamer Mensch, der den Archidiakon Frollo aufgrund seiner alchemistischen Kenntnisse sehr schätzt und eine blutige Regierungszeit führt. Er gibt den Befehl, La Esmeralda zu hängen und den Pöbel vor Notre-Dame niederzuschlagen. Er stirbt ein Jahr später.

## Werkausgaben
- Notre-Dame in Paris. Übersetzt von Friedrich Bremer. Reclam, 1884
- Der Glöckner von Notre-Dame. Übersetzt von Else von Schorn. Gekürzte Version, erstmals 1914 erschienen. Insel, Frankfurt am Main 1995, ISBN 978-3-458-33481-1.
- Der Glöckner von Notre-Dame. Übersetzt von Philipp Wanderer. Diogenes, Zürich 1984, ISBN 3-257-21290-9.
- Der Glöckner von Notre-Dame. Übersetzt von Hugo Meier. Manesse, München 1999, ISBN 3-7175-8060-4.
- Der Glöckner von Notre-Dame. Übersetzt von Arthur von Riha. Goldmann, München 2001, ISBN 3-442-07743-5.

## Adaptionen

### Bühnenwerke
- 1835: Der Glöckner von Notre-Dame, romantisches Drama in 6 Tableau's, nach dem Roman von Victor Hugo, frei bearbeitet von Charlotte Birch-Pfeiffer, Uraufführung Berlin, Königstädtisches Theater, 18. März 1835 mit Musik von Wilhelm Hermann Cläpius, 1837 in Coburg mit Musik von Friedrich Hesselbach, 1849 im Hoftheater Stuttgart mit Musik von Friedrich Siber[2]
- 1836: La Esmeralda, Oper von Louise Bertin (Libretto von Victor Hugo)
- 1844: La Esmeralda, Ballett von Cesare Pugni und Jules Perrot, 1886/1899 überarbeitet von Riccardo Drigo und Marius Petipa
- 1847: Esmeralda, Oper von Alexander Dargomyschski
- 1914: Notre Dame, Oper von Franz Schmidt
- 1998: Notre Dame de Paris, Musical von Riccardo Cocciante
- 1999: Der Glöckner von Notre Dame, Musical von Alan Menken / Disney
- 2021: Der Glöckner von Notre Dame, Theaterstück von Jethro Compton / Theater der Jugend (Wien)[3]

### Verfilmungen
- 1905: La Esmeralda, Regie: Alice Guy-Blaché und Victorin-Hippolyte Jasset. Mit Henry Vorins und Denise Becker.
- 1911: Notre-Dame de Paris, Regie: Albert Capellani. Mit Stacia Napierkowska.
- 1917: The Darling of Paris, Regie: J. Gordon Edwards. Mit Theda Bara.
- 1922: Esmeralda, Regie: Edwin J. Collins. Mit Sybil Thorndike.
- 1923: Der Glöckner von Notre Dame, Regie: Wallace Worsley. Mit Lon Chaney sen.
- 1939: Der Glöckner von Notre Dame, Regie: William Dieterle. Mit Charles Laughton und Maureen O’Hara.
- 1956: Der Glöckner von Notre Dame, Regie: Jean Delannoy. Mit Anthony Quinn und Gina Lollobrigida.
- 1996: Der Glöckner von Notre Dame, Zeichentrickfilm der Walt Disney Company.

### Produktionen fürs Fernsehen (Auswahl)
- 1982: Der Glöckner von Notre Dame, Regie: Michael Tuchner. Mit Anthony Hopkins, Derek Jacobi, John Gielgud und Lesley-Anne Down.
- 1997: Der Glöckner von Notre Dame, Regie: Peter Medak. Mit Mandy Patinkin, Richard Harris, Salma Hayek, Edward Atterton, Benedick Blythe.

### Hörspiele
- 2001: Der Glöckner von Notre Dame, der Hörverlag, ISBN 978-3-89584-538-3
- 2008: Gruselkabinett Folge 28: Der Glöckner von Notre Dame (Teil 1 von 2), Titania Medien, ISBN 978-3-7857-3637-1
- 2008: Gruselkabinett Folge 29: Der Glöckner von Notre Dame (Teil 2 von 2), Titania Medien, ISBN 978-3-7857-3637-1

### Hörbuch
- 2013: Der Glöckner von Notre Dame (Audible exklusiv, gelesen von Oliver Rohrbeck)

### Sonstiges
Der historische Roman Im Schatten von Notre-Dame (2000) von Jörg Kastner nimmt Motive und Figuren des Romans auf. Der Titel Hammer Horror auf Kate Bushs Album Lionheart von 1978 bezieht sich den Stoff des Romans. Der Komponist Aribert Reimann schuf eine Quasimodo-Kantate.

## Trivia
Im 20. Jahrhundert erhielten die Glocken ein elektrisches Läutewerk. Dessen Prozessrechner wurde von den Technikern Quasimodo getauft.
In der Woche des Großbrandes von Notre Dame 2019 wurde „Der Glöckner von Notre-Dame“ in der Kategorie „Bücher“ des Versandhändlers Amazon in Frankreich zu einem erneuten Bestseller in verschiedenen Ausgaben auf den Plätzen eins, drei, fünf, sieben und acht der am meisten verkauften Produkte. Der Chef der Verlagsgruppe Madrigall kündigte im Radiosender France Inter eine Sonderauflage der Taschenbuchausgabe von 30.000 Exemplaren an. Der Verlag rechne mit 50.000 bis 100.000 Euro, die auf „bescheidene Weise“ zum Wiederaufbau der Kirche beitragen sollten. Andere Verlage kündigten ebenfalls Nachdrucke mit Wiederaufbaubeiträgen an.